# Renato Canini
Renato Vinícius Canini (Nova Prata, 22 de fevereiro de 1936 — Pelotas, 30 de outubro de 2013) foi um ilustrador brasileiro, conhecido por seu trabalho em diversas publicações, como "O Pasquim",  "Pancada"  e Crás da Editora Abril, onde também ilustrou histórias em quadrinhos da Disney e destacou-se desenhando o personagem Zé Carioca, ao qual atribuiu seu traço pessoal e uma identidade mais brasileira, distanciando notavelmente este personagem do estilo Disney original.

## Biografia
Nascido em Paraí, na Serra Gaúcha, Canini viveu em Frederico Westphalen até a morte de seu pai, aos dez anos idade, quando foi morar com uma avó e uma tia em Garibaldi.
Fã de Elvis Presley, música evangélica e italiana, vivia em Pelotas, Rio Grande do Sul, com a esposa Maria de Lourdes, também desenhista, a quem conheceu quando ela desenhava charges para o Diário de Notícias, de Porto Alegre. Em 14 de outubro de 2005, foi condecorado pela Câmara de vereadores da cidade com o título de "Cidadão Pelotense".

## Carreira
Canini teve seu primeiro emprego aos 21 anos, na Secretaria de Educação e Cultura do Estado, fazendo ilustrações para a revista infantil Cacique. Quando a publicação acabou, Canini permaneceu fazendo desenhos técnicos de engenharia até completar dez anos como funcionário público, coisa que o desagradava profundamente. Para compensar, colaborava com charges para o Correio do Povo, TV Piratini e publicações alternativas.
Foi o convite de um pastor (Rev. Willian Schisler Filho - Dico), para ilustrar uma revista para crianças (Bem-Te-Vi) da Igreja Metodista que deu oportunidade a Canini de se mudar para São Paulo em 1967.
Depois de dois anos fazendo ilustrações infantis, Canini conseguiu uma oportunidade de trabalhar na Editora Abril. Ali, iniciou desenhando e escrevendo para a revista Recreio, mas logo estaria assumindo a atividade que talvez mais tenha marcado sua carreira, ilustrar as histórias de Zé Carioca.

### Zé Carioca
No início dos anos 70, as histórias de Zé Carioca se resumiam a edições antigas, do início da existência do personagem, nas décadas de 40 e 50, ou adaptações para o universo de Zé Carioca de histórias de outros personagens como Mickey ou Pato Donald.
Aproveitando o impulso dado pela estruturação na Editora Abril de um estúdio para a criação de histórias Disney próprias e pelo interesse em manter o título Zé Carioca nas bancas, Canini, que havia voltado para Porto Alegre, começou a desenvolver histórias para a personagem, dando a ele uma continuidade que jamais teria se não tivesse havido essa iniciativa.
Canini modificou os trajes, trocando o paletó e a gravata borboleta do personagem por uma camiseta, e ao lado de outros profissionais da casa, ajudou a trazer a ambientação da história para um contexto de maior brasilidade, com os morros, o campinho de futebol, a feijoada. Mas era o traço de Canini, simples, solto, econômico e com forte personalidade, que mais afastava suas criações do padrão Disney. Para muitos, porém, esta foi a caracterização mais marcante do personagem Zé Carioca, como declara Waldyr Igayara de Souza, chefe de Canini na Abril à época: "Ele era tão bom, que, em pouco tempo, superou todos os outros artistas, inclusive, o seu chefe".
Nesta época, a Disney não creditava os profissionais envolvidos na criação das histórias. Para contornar isso, Canini usava alguns artifícios, fazendo aparecer um "Sabão Canini", uma "Loteca Canini", ou eventualmente um caramujo, sempre desenhados sutilmente no fundo de um quadrinho, o mesmo recurso foi usado pelo desenhista Julio Shimamoto, que fez algo semelhante quando desenhava O Fantasma para a Rio Gráfica Editora e pelo americano Keno Don Rosa mas histórias do Pato Donald e do Tio Patinhas, que usava a sigla DUCK (Dedicated to Uncle Carl by Keno -  dedicada ao tio Carl (Carl Barks) por Keno (Don Rosa).
Canini, desenhou Zé Carioca por cerca de cinco anos, criando para o personagem, segundo o pesquisador Fernando Ventura, cerca de 135 histórias, algumas também escritas por ele próprio, até os editores dizerem que seu desenho estava se distanciando demais do estilo Disney, não vendendo tão bem como antes e, finalmente, cancelarem a produção.
Sem deixar de lado o bom humor, Canini enfatiza que fez tudo isso sem jamais ter estado no Rio de Janeiro.

### Personagens
Canini também criou um considerável repertório de personagens próprios. Dr. Fraud era um psiquiatra, ou psicólogo, que circulou durante cerca de três edições da revista Patota, da Editora Artenova. Em 1991, foi relançado em um álbum pela editora Sagra-DC Luzatto
De uma proposta da Editora Abril de fazer uma revista em quadrinhos totalmente brasileira, a Revista Crás! surgiu Kaktus Kid, uma paródia dos velhos caubóis do faroeste. Inspirado no visual de Kirk Douglas, Kaktus Kid era o dono de uma funerária em busca de clientes. Canini informa que o nome original, "Koka Kid", foi mudado por alguém na editora sem sua autorização.
A revista, que também publicou Sacarrolha, de Primaggio, Satanésio de Ruy Perotti e Zodiac, de Jayme Cortez, além de outros personagens, teve apenas uma tiragem de seis edições, entre 1974 e 1975, a despeito de ser uma iniciativa do próprio fundador da Abril, Victor Civita.
Em 1978, Canini criou para o Projeto Tiras, também da Abril, o indiozinho Tibica.
Mery Weiss, escritora infanto-juvenil do Rio Grande do Sul, descreve Tibica como um personagem que ama Deus e a natureza, critica a violência, a poluição e a exploração, mostrando a ecologia como um assunto atual desde os tempos bíblicos, de forma ora poética, ora irônica, atraindo a atenção tanto de adultos quanto de crianças.

## CETPA
No início dos anos 60, Canini reuniu-se com outros desenhistas como Júlio Shimamoto, Getulio Delphim, João Mottini, Bendatti, Flávio Teixeira, Luiz Saidenberg na CETPA (Cooperativa Editora de Trabalho de Porto Alegre), uma ideia do desenhista carioca José Geraldo Barreto Dias, que tinha trabalhado para a EBAL, (Editora Brasil América). Apoiada por Leonel Brizola, então governador gaúcho, a proposta da CETPA era nacionalizar as Histórias em Quadrinhos. Canini participava com o personagem Zé Candango, um cangaceiro que vivia atormentando os super-heróis americanos, os textos eram de José Geraldo e o personagem chegou a sair no Jornal do Brasil e no Zero Hora, de Porto Alegre.
A cooperativa durou cerca de dois anos, mas não conseguiu se manter diante da turbulência geral causada pela renúncia de Jânio Quadros.

## Prêmios e homenagens
- Em 2003, Renato Canini foi homenageado com o Troféu HQ Mix, recebendo o título de "Grande Mestre" do quadrinho nacional.
- Em 2007, a entrega do 19° Troféu HQmix, homenageou Canini através de seu personagem Kaktus Kid, usado para representar o troféu daquele ano.[14]
- Canini foi contemplado, em 2005, com um número próprio na série de quadrinhos especiais Disney Grandes Mestres da Editora Abril[15]

## Publicações
- CANINI, Renato. Um Redondo Pode Ser Quadrado?,  Editora Formato. ISBN 9788572084741
- CANINI, Renato. O Cigarro e o Formigo, Editora Formato. ISBN 9788572086639
- CANINI, Renato. Tibica - O Defensor da Ecologia, Editora Formato. ISBN 9788572086615

- CANINI, Renato. Dr. Fraud, Sagra- Dc Luzzatto
- CANINI, Renato. Cadê a Graça que Tava Aqui?, Coleção Série Rindo às Pampas, Mercado Aberto, RS.